# Robert Sheaffer
Robert Sheaffer (nascido em 1949) é um escritor freelance norte-americano e investigador cético de OVNIs. Além dos OVNIs, seus escritos cobrem tópicos como cristianismo, feminismo , teoria científica da evolução e criacionismo. É autor de vários livros . 
Sheaffer escreveu para o Skeptical Inquirer (onde contribuiu com a coluna regular "Psychic Vibrations"), entre 1977 e 2017, Fate Magazine e Spaceflight . Foi membro fundador (com Philip J. Klass e James Oberg ) do UFO Subcommittee of the Committee for Skeptical Inquiry , e é membro dessa organização. Ele é diplomado  pela Northwestern University e membro da Mensa .